# فريلا
بلدية فريلا (بالإسبانية: Freila) هي بلدية تقع في مقاطعة غرناطة التابعة لمنطقة أندلوسيا جنوب إسبانيا.

## الديموغرافيا
بلغ عدد سكان بلدية فريلا 1.092 نسمة عام 2011 (وفقاً للمعهد الوطني الإسباني للإحصاء).
| 1.133 | 1.034 | 984 | 1.039 | 1.093 | 1.109 | 1.092 |